# Rue des Feuillantines
Rue des Feuillantines är en gata i Quartier du Val-de-Grâce i Paris 5:e arrondissement. Rue des Feuillantines, som börjar vid Place Pierre-Lampué och slutar vid Rue Pierre-Nicole 7, är uppkallad efter feuillantinorden, som här hade sitt kloster.

## Omgivningar
- Val-de-Grâce
- Saint-Jacques-du-Haut-Pas
- Notre-Dame-du-Liban
- Feuillantinernas kloster
- Fromagerie des Feuillantines

## Bilder
| - Val-de-Grâce. - Saint-Jacques-du-Haut-Pas. |

## Kommunikationer
- Busshållplats Feuillantines – Paris bussnät, linje 21
- Busshållplats Feuillantines – Paris bussnät, linje 27

### Webbkällor
- ”Rue des Feuillantines”. Mairie de Paris. http://www.v2asp.paris.fr/commun/v2asp/v2/nomenclature_voies/Voieactu/3643.nom.htm. Läst 2 mars 2021.
- ”Rue des Feuillantines”. Les rues de Paris. http://www.parisrues.com/rues05/paris-05-rue-des-feuillantines.html. Läst 2 mars 2021.